# Stowarzyszenie Dzieci Białegostoku
Stowarzyszenie Kibiców Jagiellonii Białystok „Dzieci Białegostoku” – stowarzyszenie założone 3 marca 2009 w Białymstoku; jest oficjalnym reprezentantem kibiców w kontakcie z klubem Jagiellonia Białystok.

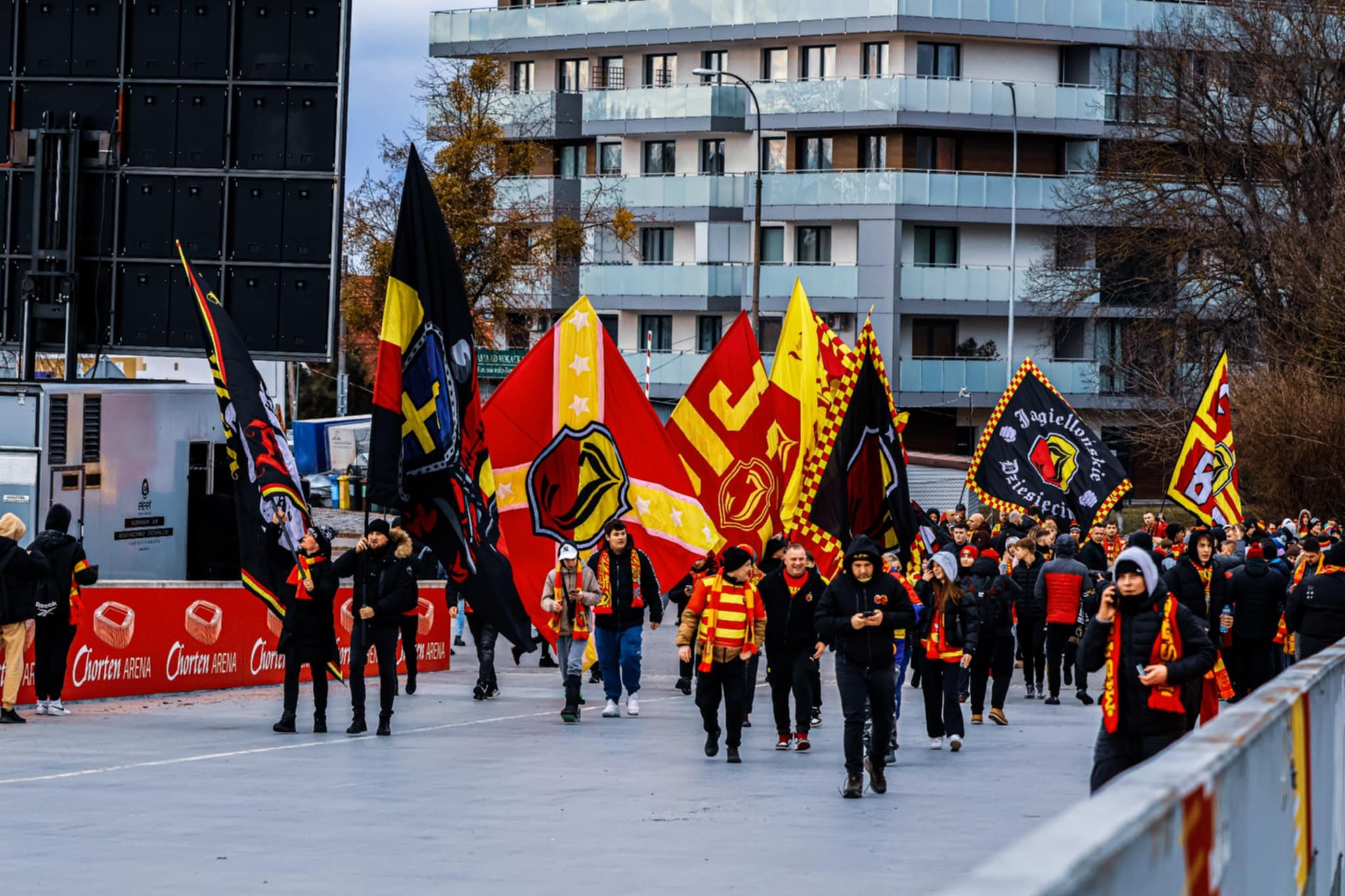
Święto Ultry 2 lutego 2025 r.

Stowarzyszenie powstało z inicjatywy kibiców Jagiellonii pod koniec 2008 roku, a oficjalnie rozpoczęło swoją działalność po otrzymaniu rejestracji z KRS-u w maju 2009 roku.
Nazwa Stowarzyszenia została zainspirowana określeniem nadanym przez mieszkańców miasta dla żołnierzy 42 Pułku Piechoty i klubu WKS 42 Pułku Piechoty (protoplastom Jagiellonii) za ich zaangażowanie w rozwój sportu i miasta. Stowarzyszenie bierze udział w święcie 42 PP, a coroczne uroczystości odbywają się w miejscu byłych koszarów przy ul.Traugutta, gdzie znajdowało się boisko, na którym klub rozgrywał swoje pierwsze mecze.
Prezesem stowarzyszenia jest Adam Tołoczko, wiceprezesem Mateusz Suprunowicz, skarbnikiem Jakub Skutnik. Organem sprawującym nadzór jest Prezydent Miasta Białegostoku.

## Działalność
Akcje stowarzyszenia
- „Malowanie” Białegostoku i Podlasia
- Promocja wolontariatu oraz zachęcanie do honorowego krwiodawstwa
- Promowanie kultury fizycznej, sportu, turystyki i zdrowego trybu życia.

Zbiórki na rzecz potrzebujących
- Wyprawka szkolna[3]
- Zbiórki na rzecz zwierząt[4]
- Zbiórki zabawek do domów dziecka[5]
- Zbiórka plastikowych nakrętek na rzecz niepełnosprawnych i chorych dzieci[6]

## Źródła
- Profil stowarzyszenie na Instagramie.
- Profil stowarzyszenia na Facebooku.